# Okręty podwodne typu Oshio
Okręty podwodne typu Oshio – pięć dużych okrętów podwodnych morskich sił samoobrony Japonii, opartych na doświadczeniach z konstrukcji amerykańskich okrętów typu Tang. Okręty te zostały także wyposażone do służby jako okręty-cele w działaniach przeciwpodwodnych. Jednostki Oshio otrzymały osiem wyrzutni torpedowych kalibru 533 mm (6 na dziobie i 2 na rufie), przy czym rufowe aparaty torpedowe zostały przystosowane do odpalania torped swobodnie (samodzielnie) wypływających. Wszystkie jednostki zostały skasowane w między 1981 a 1986 rokiem.